# Gałka Muszkatołowa
Gałka Muszkatołowa – klub futurystów założony w pierwszych dniach listopada 1921 w Krakowie.
Klub „Gałka Muszkatołowa” mieścił się w narożnej salce kawiarni „Esplanada”, należącej do Karola Wołkowskiego, na rogu ulic Krupniczej i Podwale. Nazwa klubu odnosiła się do półokrągłego kształtu salki. Jej ściany były pokryte jaskrawymi malowidłami przedstawiającymi zdeformowane twarze i figury oraz kształty geometryczne. Na suficie wisiała lampa zaprojektowana prawdopodobnie przez Tytusa Czyżewskiego.
W „Gałce Muszkatołowej” gromadzili się krakowscy futuryści oraz malarze formiści. Bywali w niej także Tadeusz Peiper, Witkacy i Leon Schiller.
Klub istniał zaledwie parę lat – właściciel Esplanady, ulegając naciskom konserwatywnej opinii miejskiej, oddzielił salkę od kawiarni i wynajął ją firmie sprzedającej maszyny do pisania.